# 838 TCN
838 TCN là một năm trong lịch La Mã.